# Apodolirion
Die Pflanzengattung Apodolirion gehört zur Unterfamilie Amaryllidoideae innerhalb der Familie der Amaryllisgewächse (Amaryllidaceae). Die etwa sechs Arten sind im südlichen Afrika verbreitet.

## Beschreibung

### Erscheinungsbild und Laubblätter
Die Apodolirion-Arten wachsen als ausdauernde krautige Pflanzen, die Wuchshöhen von nur wenigen Zentimetern erreichen. Sie besitzen lange, fleischige Wurzeln. Sie bilden Zwiebeln als Überdauerungsorgane, um lange Trockenperioden zu überstehen; sie ragen nicht aus dem Boden heraus. Oft besitzen die Zwiebeln ein auffälliges oberes Ende und dort sind oft am Ansatz der Laubblätter eine oder wenige, die Laubblätter umgebende, Blattscheiden älterer Blätter vorhanden. Bei diesen Geophyten sind während der Blütezeit in der Trockenzeit die Blätter vertrocknet. Frische Blätter treiben erst nach der Blütezeit wieder aus. 
Es sind nur ein bis wenige nur grundständige Laubblätter vorhanden, die ungestielt sind. Die einfachen, kahlen Blattspreiten sind parallelnervig, schlank und manchmal spiralig gedreht. Der Blattrand ist glatt.

### Blütenstände und Blüten
Der kurze Blütenstandsschaft befindet sich unter der Erdoberfläche. Die Blüten stehen einzeln in einem stark reduzierten Blütenstand kurz über dem Boden. Im knospigen Zustand umhüllt eine Spatha den Blütenstand, die aus zwei verwachsenen, häutigen Tragblättern gebildet wird und zweiteilig endet, aber im „Zwiebelnacken“ versteckt ist. Die steifen bis laschen Blütenstiele sind so lang oder deutlich länger als die Blütenhülle. Die Blüten sind dicht zusammen hängend angeordnet oder stehen weit ausgebreitet im Blütenstand. Die Blütenstiele sind während der Anthese nur wenige Millimeter lang und verlängern sich bis zur Fruchtreife.
Die Blütezeit aller Apodolirion-Arten liegt im südafrikanischen Sommer, während der trockenen Phase. Die duftenden, zwittrigen Blüten sind radiärsymmetrisch und dreizählig. Die nur relativ kurz haltbare Blütenhülle ist stielteller- oder trichterförmig. Die sechs Blütenhüllblätter sind zu einer langen, meist sehr schlanken, zylindrischen Röhre verwachsen, die sich zum Schlund hin etwas erweitert. Die freien Bereiche der Blütenhüllblätter sind viel kürzer als die Blütenröhre, fast gleichgeformt und oft ausgebreitet bis zurückgekrümmt. Die Farbe der Blütenhüllblätter ist meist weiß, seltener leicht rosafarben bis matt-rot. Es sind zwei Kreise mit je drei Staubblättern vorhanden; sie sind viel kürzer als die Blütenhülle und gleichmäßig verteilt. Die untereinander vollständig freien, kurzen, fadenförmigen Staubfäden des einen Kreises sind im Blütenschlund und die des anderen etwas tiefer in der Blütenröhre inseriert. Die Staubbeutel sind mehr oder weniger gleich lang wie die Staubfäden. Die leuchtend gelben bis creme-gelben, linealen Staubbeutel des inneren Kreises sind basifix und die des äußeren Kreises sind medifix bis dorsifix. Die Staubbeutel öffnen sich, indem sie sich vom oberen Ende ausgehend nach rückwärts einrollen. Drei Fruchtblätter sind zu einem dreikammerigen, unterständigen Fruchtknoten verwachsen, der von der Spatha umhüllt ist und im „Zwiebelnacken“ steckt sowie unterirdisch ist. Jede Fruchtknotenkammer enthält viele Samenanlagen. Der dünne, aufrechte bis oft gebogene Griffel endet immer mit einer deutlich dreilappigen, breiten Narbe. Es liegen keine Beobachtungen zu den Bestäubern vor.

### Früchte und Samen
Die keulenförmigen bis ellipsoiden, relativ dünnwandigen Beeren zerreißen bei Reife zu unregelmäßigen Teilen und enthalten viele Samen. Die bei einem Durchmesser von 2,5 bis 4 mm fast kugelförmigen Samen sind dunkel oder besitzen eine durchscheinende oberste Schicht. Der Embryo ist grün. Die Früchte reifen schnell bis zu den Herbstregenfällen. Dann werden die Samen entlassen und keimen ohne Ruhezeit in dieser feuchten Periode meist in der Nähe der Elternpflanze.

### Chromosomensätze
Die Chromosomengrundzahl beträgt x = 6.

## Systematik, Verbreitung sowie Gefährdung der Arten
Der Gattungsname Apodolirion wurde 1878 durch John Gilbert Baker in Journal of Botany, British and Foreign, Volume 16, S. 74 erstveröffentlicht. Als Lectotypusart wurde Apodolirion buchananii (Baker) Baker durch Edwin Percy Phillips in The Genera of South African Flowering Plants, 2. Auflage, S. 203 festgelegt.
Die Gattung Apodolirion gehört zur Subtribus Gethyllidinae (namensgebende Gattung) aus der Tribus Haemantheae in der Unterfamilie Amaryllidoideae innerhalb der Familie der Amaryllidaceae. Früher wurde sie auch in die Familie der Liliaceae eingeordnet.
Die etwa sechs Arten sind im südlichen Afrika beheimatet. Drei Arten sind Elemente der Capensis. Die Gattung Apodolirion kommt in Eswatini und den südafrikanischen Provinzen Gauteng, Mpumalanga, von Free State bis KwaZulu-Natal sowie im West- und Ostkap vor. Apodolirion-Arten kommen hauptsächlich in semiariden Gebieten mit Sommerregen vor.
Es gibt etwa sechs Arten in der Gattung Apodolirion:
- Apodolirion amyanum D.Müll.-Doblies: Dieser Endemit kommt nur in einem kleinen Gebiet im Distrikt Grahamstown im Ostkap vor. Er gedeiht an den Rändern des „Albany-Dickicht“ entlang von Quarzit-Aufschlüssen. Es sind weniger als fünf Fundorte bekannt, die durch Verstädterung fortlaufend abnehmen. Sie wurde 2005 in der Roten Liste der gefährdeten Pflanzenarten Südafrikas als „Endangered“ = „stark gefährdet“ bewertet.[4]
- Apodolirion bolusii Baker: Sie ist nur vom Typusexemplar aus dem „Valley of Desolation“ im Graaff-Reinet-Gebiet bekannt und wurde danach nicht ein weiteres Mal gefunden. Diese Art aus dem Albany Thicket in der Nama-Karoo scheint sehr selten zu sein. In der Roten Liste der gefährdeten Pflanzenarten Südafrikas ist über den Grad der Gefährdung nichts bekannt.[4]
- Apodolirion buchananii (Baker) Baker (Syn.: Apodolirion ettae Baker, Apodolirion mackenii Baker, Cyphonema buchananii Baker): Sie ist im südlichen Afrika in Eswatini und in den südafrikanischen Provinzen Ostkap, Free State, KwaZulu-Natal sowie Mpumalanga verbreitet. Sie wird in der Roten Liste der gefährdeten Pflanzenarten Südafrikas als „Least Concern“ = „nicht gefährdet“ bewertet.[4]
- Apodolirion cedarbergense D.Müll.-Doblies: Dieser Endemit kommt nur in den nördlichen Cederbergen im Westkap vor. Der Bestand gilt als stabil, da er im „Cederberg Wilderness Area“ geschützt ist. Er gedeiht im Fynbos auf mittleren Hangbereichen auf aus Sandstein entstandenen Sand. Sie wurde 2004 in der Roten Liste der gefährdeten Pflanzenarten Südafrikas als „Rare“ = „selten, aber nicht gefährdet“ bewertet.[4]
- Apodolirion lanceolatum (Thunb.) Benth. & Hook. f. ex B.D.Jacks. (Syn.: Gethyllis lanceolata (Thunb.) L. f., Papiria lanceolata Thunb.): Sie kommt von Barrydale bis Mossel Bay im Westkap vor. Sie gedeiht im Fynbos zwischen Felsen in Küstenebenen. Überweidung gefährdet die Bestände. In der Roten Liste der gefährdeten Pflanzenarten Südafrikas ist über diese taxonomisch schwierige Art über den Grad der Gefährdung nichts bekannt.[4]
- Apodolirion macowanii Baker: Sie kommt von Fish River bis Jeffrey's Bay im Ostkap vor. Sie gedeiht im Albany-Dickicht im Renosterveld oder „Valley-Bushveld“ auf schweren Lehmböden. Es sind nur sechs weit voneinander isolierte Fundorte bekannt; zwei davon in Port Elizabeth sind durch Verstädterung verloren gegangen. Weitere zwei Fundorte haben 80 % ihrer Exemplare durch Verstädterung verloren. Es wird vermutet, dass weitere 33 % der Bestände verloren gehen. Sie wurde 2007 in der Roten Liste der gefährdeten Pflanzenarten Südafrikas als „Vulnerable“ = „gefährdet“ bewertet.[4]

## Nutzung
Apodolirion-Arten werden auf Grund der kurzen Blühdauer selten als Zierpflanzen verwendet. 